# Dymitr Suzdalski
Dymitr III Suzdalski, ros. Дмитрий Константинович Суздальский (ur. 1322 w Suzdalu, zm. 5 lipca 1383 w Niżnym Nowogrodzie) – książę suzdalski od 1356, wielki książę suzdalsko-niżnonowogrodzki od 1365 i wielki książę włodzimierski (1360–1362). Prawnuk młodszego brata Aleksandra Newskiego, księcia suzdalskiego Andrzeja Jarosławowicza. Czasem jest nazywany Dymitrem Konstantynowiczem Starszym, ponieważ miał młodszego brata o tym samym imieniu (o przydomku Paznokieć), nie posiadającego własnego księstwa.

## Panowanie we Włodzimierzu
Po upadku politycznego znaczenia Tweru, w połowie XIV wieku książęta suzdalscy rozpoczęli rywalizację o tron wielkoksiążęcy we Włodzimierzu z książętami moskiewskimi (potomkami Iwana I Kality). W 1353 roku ojciec Dymitra, książę Konstanty, rywalizował o jarłyk na wielkie księstwo włodzimierskie z młodszym synem Iwana Kality, Iwanem II Pięknym. Jednak po śmierci Iwana (29 listopada 1359), w Moskwie nie było pełnoletnich książąt (syn i następca Iwana, Dymitr Doński, miał 9 lat, jego bracia i kuzyni byli także niepełnoletni). W tych warunkach Dymitr Suzdalski zdołał "pokonać" bojarów moskiewskich i w 1360 roku zdołał uzyskać u chana Złotej Ordy Newruza jarłyk oddający mu we władanie wielkie księstwo włodzimierskie i 22 czerwca 1360 roku przybył do Włodzimierza.
Dwuletnie rządy Dymitra Suzdalskiego we Włodzimierzu były okresem niepokojów, którym towarzyszyły wojny domowe na Rusi i w Ordzie. Rządzący Moskwą, na czele z metropolitą Aleksiejem, nadal próbowali uzyskać u szybko zmieniających się w ordzie chanów, przyznanie Dymitrowi Dońskiemu praw do Włodzimierza. W 1362 roku, po kolejnym przewrocie w ordzie, nowy chan Murad pozbawił Dymitra Suzdalskiego tronu włodzimierskiego i oddał go 12-letniemu Dymitrowi Dońskiemu. Jednak w tym samym roku jarłyk Dymitrowi Dońskiemu wydał chan Abdullah (protegowany Mamaja), więc Murad przekazał jarłyk Dymitrowi Suzdalskiemu. On ponownie objął rządy we Włodzimierzu, ale po tygodniu został przepędzony z Włodzimierza przez Moskwiczan. Później, w 1364 roku, Wasyl, syn Dymitra Suzdalskiego, otrzymał od chana Aziza, jarłyk na wielkie księstwo włodzimierskie dla swego ojca. Lecz ten "odstąpił wielkie księstwo włodzimierskie Wielkiemu Księciu Dymitrowi Iwanowiczowi (Dońskiemu)". Od tego czasu włodzimierski tron wielkoksiążęcy na zawsze przeszedł w ręce książąt moskiewskich.

## Walka o Niżny Nowogród
Po śmierci 2 lipca 1365 roku starszego brata Dymitra, wielkiego księcia suzdalsko-niżnonowogrodzkiego Andrzeja Konstantynowicza, tron wielkoksiążęcy objął, niezgodnie z zasadami dziedziczenia, jego młodszy brat – książę gorodecki Borys Konstantynowicz. Dymitr Suzdalski poprosił o pomoc Dymitra Dońskiego. Początkowo Dymitr Doński wysłał do Borysa z napomnieniem ihumena (przeora) Sergiusza z Radoneża. Gdy to nie pomogło wspomógł Dymitra Suzdalskiego wojskiem. Wtedy Borys przekazał tron księstwa niżnonowogrodzkiego swojemu bratu. Po tym zakończył się spór między Dymitrem Dońskim i Dymitrem Suzdalskim. Sojusz pomiędzy wielkim księciem moskiewskim i włodzimierskim Dymitrem Dońskim i wielkim księciem suzdalsko-niżnonowogrodzkim Dymitrem Suzdalskim przypieczętowało, zawarte 18 stycznia 1366 roku, małżeństwo Dymitra Dońskiego z córką Dymitra Suzdalskiego – Jewdokią. W następnych latach teść i zięć uczestniczyli we wspólnych wyprawach na podległy Tatarom Bułgar Wielki, na wspierających Tatarów Mordwinów oraz w przegranej przez wojska moskiewskie i niżnonowogrodzkie bitwie nad rzeką Pjaną. W tej bitwie poległ (utonął w rzece) syn Dymitra Suzdalskiego – Iwan.

## Relacje ze Złotą Ordą
Na przełomie 1374 i 1375 roku do Niżnego Nowogrodu przybyli posłowie od Mamaja: murza Saraik z ponad tysiącem wojowników. Na rozkaz księcia wojownicy zostali zabici, a murza i jego świta uwięzieni. Po około rocznym pobycie w więzieniu, murza próbował uciec, wszczynając strzelaninę, w której o mało co nie ucierpiał biskup suzdalski Dionizy. Murza i jego świta zginęli. Mamaj wysłał wyprawę odwetową, która spustoszyła osiedla nad Kiszą i Pjaną.
W 1382 roku, w czasie wyprawy karnej Tochtamysza na Moskwę, Dymitr Suzdalski opuścił Dymitra Dońskiego. Posłał wojsko wraz ze swoimi synami Wasylem Kidriapą i Siemionem jako sojuszników Złotej Ordy. W następnym roku Dymitr Suzdalski umarł, a tron wielkoksiążęcy zajął jego młodszy brat Borys.

## Działalność kulturalna
W Niżnym Nowogrodzie, stolicy wielkiego księstwa suzdalsko-niżnonowogrodzkiego, książę Dymitr zaczął budowę pierwszego kamiennego niżnonowogrodzkiego kremla. Powstała wtedy jedna kamienna baszta. Reszta kremla była konstrukcją drewnianą i ziemną.
Na jego dworze powstał jeden z najważniejszych zabytków staroruskiego dziejopisarstwa Latopis Ławrientiewski (ros. Лаврентьевский список, Лаврентьевская летопись, łac. Laurentian Codex 1377).

## Dzieci
- Wasyl Kirdiapa, założyciel rodu książąt Szujskich
- Siemion, zm. w 1402 roku na wygnaniu w Wiatce; założyciel rodu książąt Gorbatych-Szujskich i Głazatych-Szujskich.
- Iwan, zginął w 1377 roku w bitwie nad Pjaną
- Maria, żona bojara moskiewskiego Borysa Mikołaja Wieljaminowa
- Jewdokia, żona Dymitra Dońskiego, zm. w 1407 roku